# Joseph Cerny
Joseph Cerny, né le 8 février 1905 à Narbonne, mort dans cette ville le 20 janvier 1967 est un homme politique français. Instituteur, syndicaliste, membre du parti socialiste SFIO jusqu'à la Seconde Guerre mondiale, il adhère au parti communiste alors qu'il est prisonnier de guerre et devient à son retour en France en 1945, député de l'Aude. Mais, sa santé étant éprouvée par les conditions de sa détention en Allemagne, il démissionne en 1947.

## Biographie
Fils d'un employé de banque, Joseph Cerny devient instituteur. Après son service militaire, au cours duquel il acquiert les galons de sous-lieutenant, il enseigne dans diverses écoles de son département natal avant d'avoir un poste à Narbonne, où il accomplit toute sa carrière. Membre de la Section française de l'Internationale ouvrière (SFIO) à partir de 1929, syndicaliste au Syndicat national des instituteurs (SNI), il se signale par ses convictions unitaires avec les communistes, son antimilitarisme et son pacifisme. Ainsi à la suite de l'organisation d'une manifestation, le 11 novembre 1934, au cours de laquelle les pacifistes narbonnais déposèrent au pied du monument aux morts une gerbe où était inscrit « Guerre à la guerre » puis se heurtèrent à la gendarmerie, il est traduit aux fins de révocation devant les instances académiques. Acquitté, dans ce premier temps, mais traduit en justice il est condamné, malgré la défense assurée par Léon Blum, député de Narbonne, à la prison (avec sursis) et à une suspension de fonction de dix-huit mois. Il met à profit cette période ... pour animer la campagne électorale de 1936 et contribuer à la réélection du député Blum.
Militant syndical de l'enseignement, il est des responsables de l'Union départementale CGT de l'Aude, de 1935 à 1939. Il anime localement l'aide aux républicains espagnols, et contrairement à la direction nationale du Syndicat des instituteurs, il condamne en septembre 1938 la signature des accords de Munich. 
Mobilisé en 1939, il est fait prisonnier de guerre. Il est détenu dans plusieurs stalags successifs en Allemagne : Nuremberg, Wolstein dont il s'évade deux fois, en vain, Stalag III-C (Alt Drewiz), Stalag III-B (Fürstenberg (Oder). C'est dans cette période qu'il adhère au parti communiste. Il organise la Résistance parmi les prisonniers et des actions de sabotage. Découvert, il comparaît devant la Haute cour militaire de Berlin et est condamné à mort le 1er octobre 1944. Incarcéré à la forteresse de Torgau-sur-l'Elbe, grâce à des négociations menées par la Croix Rouge, il reste en sursis d'exécution. Transféré au camp de travail de Gross-Beeren, puis à nouveau à Torgau, il en est libéré par les armées alliées le 25 avril 1945.

### Fonctions électives
De retour en France, il reprend ses activités politiques, maintenant en tant qu'un des responsables départementaux du PCF. Il conduit la liste communiste dans l'Aude lors des élections à la première Assemblée constituante le 21 octobre 1945. Élu député, il est réélu à la seconde assemblée constituante le 2 juin 1946, puis aux élections à la première Assemblée de la IVe République le 10 novembre 1946. Mais gravement atteint de séquelles de sa détention il démissionne le 28 février 1947. Son colistier Jean Llante le remplace comme député.
Élu en 1947 conseiller municipal de Narbonne, réélu en 1953, il abandonne cette fonction l'année suivante pour raison de santé. Il est relayé par son épouse, elle aussi institutrice ayant accomplie le même parcours politique. Il meurt d'une crise cardiaque au cours d'une réunion de l'association France-URSS. Il est déclaré « mort pour la France »
Un rue de Narbonne porte son nom.